# Rhizomucor endophyticus
Rhizomucor endophyticus är en svampart som beskrevs av R.Y. Zheng & H. Jiang 1995. Rhizomucor endophyticus ingår i släktet Rhizomucor och familjen Mucoraceae.   Inga underarter finns listade i Catalogue of Life.